# Happy Together (lied)
Happy Together is een nummer van de Amerikaanse popband The Turtles, geschreven door Alan Gordon en Garry Bonner. Het nummer werd uitgebracht op 14 februari 1967 als single en verscheen later het op het gelijknamige album Happy Together. Het bereikte de eerste positie op de Billboard Hot 100 en was daarmee de eerste en enige nummer één-hit van The Turtles. In 2007 werd Happy Together opgenomen in de Grammy Hall of Fame.

## Achtergrond
Gordon en Banner schreven het nummer toen ze lid waren van The Magicians. De tekst gaat over een ingebeelde en onbeantwoorde liefde. Ze namen een demo op met een arrangement van een akoestische gitaar en handgeklap. Meerdere artiesten wezen de demo af. The Turtles hoorden de demo en zagen er een potentiële hit in. Ze vonden het echter niet mooi ingespeeld door Gordon en Bonner en kwamen met een volledig nieuw arrangement.

## Bezetting
- Howard Kaylan: zang, keyboard
- Mark Volman: zang
- Al Nichol: leadgitaar, achtergrondzang, keyboard
- Jim Tucker: ritmegitaar, achtergrondzang
- Chip Douglas: basgitaar, achtergrondzang
- John Barbata: drums

## Hitnoteringen

### Nederlandse Top 40
| Hitnotering: 08-04-1967 t/m 17-06-1967 en 24-05-1975 t/m 07-06-1975 | Hitnotering: 08-04-1967 t/m 17-06-1967 en 24-05-1975 t/m 07-06-1975 | Hitnotering: 08-04-1967 t/m 17-06-1967 en 24-05-1975 t/m 07-06-1975 | Hitnotering: 08-04-1967 t/m 17-06-1967 en 24-05-1975 t/m 07-06-1975 | Hitnotering: 08-04-1967 t/m 17-06-1967 en 24-05-1975 t/m 07-06-1975 | Hitnotering: 08-04-1967 t/m 17-06-1967 en 24-05-1975 t/m 07-06-1975 | Hitnotering: 08-04-1967 t/m 17-06-1967 en 24-05-1975 t/m 07-06-1975 | Hitnotering: 08-04-1967 t/m 17-06-1967 en 24-05-1975 t/m 07-06-1975 | Hitnotering: 08-04-1967 t/m 17-06-1967 en 24-05-1975 t/m 07-06-1975 | Hitnotering: 08-04-1967 t/m 17-06-1967 en 24-05-1975 t/m 07-06-1975 | Hitnotering: 08-04-1967 t/m 17-06-1967 en 24-05-1975 t/m 07-06-1975 | Hitnotering: 08-04-1967 t/m 17-06-1967 en 24-05-1975 t/m 07-06-1975 | Hitnotering: 08-04-1967 t/m 17-06-1967 en 24-05-1975 t/m 07-06-1975 | Hitnotering: 08-04-1967 t/m 17-06-1967 en 24-05-1975 t/m 07-06-1975 | Hitnotering: 08-04-1967 t/m 17-06-1967 en 24-05-1975 t/m 07-06-1975 | Hitnotering: 08-04-1967 t/m 17-06-1967 en 24-05-1975 t/m 07-06-1975 | Hitnotering: 08-04-1967 t/m 17-06-1967 en 24-05-1975 t/m 07-06-1975 |
| Week:                                                               | 1                                                                   | 2                                                                   | 3                                                                   | 4                                                                   | 5                                                                   | 6                                                                   | 7                                                                   | 8                                                                   | 9                                                                   | 10                                                                  | 11                                                                  |                                                                     | 12                                                                  | 13                                                                  | 14                                                                  |                                                                     |
| ------------------------------------------------------------------- | ------------------------------------------------------------------- | ------------------------------------------------------------------- | ------------------------------------------------------------------- | ------------------------------------------------------------------- | ------------------------------------------------------------------- | ------------------------------------------------------------------- | ------------------------------------------------------------------- | ------------------------------------------------------------------- | ------------------------------------------------------------------- | ------------------------------------------------------------------- | ------------------------------------------------------------------- | ------------------------------------------------------------------- | ------------------------------------------------------------------- | ------------------------------------------------------------------- | ------------------------------------------------------------------- | ------------------------------------------------------------------- |
| Positie:                                                            | 29                                                                  | 14                                                                  | 10                                                                  | 7                                                                   | 5                                                                   | 7                                                                   | 7                                                                   | 8                                                                   | 19                                                                  | 24                                                                  | 36                                                                  | uit                                                                 | 31                                                                  | 30                                                                  | 32                                                                  | uit                                                                 |

### NPO Radio 2 Top 2000
| Nummer met noteringen in de NPO Radio 2 Top 2000 | '99  | '00  | '01  | '02  | '03  | '04  | '05  | '06  | '07  | '08  | '09  | '10  | '11-'12 | '13  |
| ------------------------------------------------ | ---- | ---- | ---- | ---- | ---- | ---- | ---- | ---- | ---- | ---- | ---- | ---- | ------- | ---- |
| Happy Together                                   | 1017 | 1376 | 1507 | 1566 | 1192 | 1289 | 1387 | 1416 | 1619 | 1405 | 1685 | 1808 | -       | 1891 |

1. ↑  Een '-' betekent dat het nummer niet was genoteerd en een vetgedrukt getal geeft de hoogste notering aan.
2. ↑  Deze tabel is bijgewerkt tot en met de laatste editie (2024).